# Calliopsis micheneri
Calliopsis micheneri är en biart som först beskrevs av Rozen 1958.  Calliopsis micheneri ingår i släktet Calliopsis och familjen grävbin. Inga underarter finns listade.